# Episodio
Un episodio o capítulo es parte de una obra dramática, como una serie de televisión o un programa de radio. Es parte de una secuencia de un cuerpo de trabajo. El término a veces se aplica a las obras basadas en otras formas de medios de comunicación. Los episodios de los programas de noticias también se conocen como las ediciones.
Proviene del griego antiguo έπεισόδιον (epeisódion), que en el teatro helénico era el nombre de todo el recitado que ocurría entre dos entradas sucesivas del coro. Formada por ep- ‘además’, éis ‘que entra’ y hodós ‘camino’.
Esta palabra, que está registrada en español desde el siglo XVI, ha incorporado, además, el significado de “incidente, suceso enlazado con otros que forman un todo o conjunto”, como en el siguiente trecho de la novela Amalia, del escritor argentino José Mármol:
"Pero sí bajará su frente, avergonzado de que la alta figura que haya que dibujarse en el gran cuadro de ese episodio lúgubre de nuestra vida, sea la figura de Don Juan Manuel Rosas".
Los episodios pueden ser parte de una historia más extendida que cubre una o más temporadas, o incluso un funcionamiento de la serie completa. Esto es especialmente frecuente en las series de televisión dramáticas, incluyendo telenovelas o series de ciencia ficción. Otros géneros que cuentan con arcos de la historia incluyen las comedias y programas de animación.

## Concepto
La idea de historias contadas en los episodios tiene su origen en la literatura en serie, y en la obra de Aristóteles Poética. El primer ejemplo conocido de esto es Las mil y una noches, que consistía en una serie de historias en serie, o "novelas por entregas" o novelas. El marco de la historia es que Sheherazade cuenta historias al rey Shahriyar y necesita mantener su interés en cada una de las historias, con el fin de impedir su ejecución a la mañana siguiente. A menudo se cuenta la historia episódica, a partir de cada historia con un gancho narrativo, dejando con un cliffhanger, y continuando la historia la noche siguiente. Esto deja en suspenso al rey, a la espera hasta la siguiente noche para escuchar lo que sucederá después. Muchos de sus cuentos a menudo se extienden durante muchas noches o "episodios". Por ejemplo, Las tres manzanas, es narrada en cinco noches, Abdullah al pescador se narra en 6 noches,  La Ciudad de Bronce se narra en 12 noches, Ali Baba y los cuarenta ladrones, se narra en 13 noches, El caballo de ébano se narra en 14 noches, "Simbad el marino" se narra en 30 noches, Las aventuras de Bulukiya se narra en 47 noches, y Aladino se narra en 78 noches. Adaptaciones televisivas también han sido episódicas.